# Coccinula
Coccinula là một chi bọ rùa

## Các loài
Chi này gồm các loài:
- Coccinula crotchi
- Coccinula elegantula
- Coccinula oresitropha
- Coccinula principalis
- Coccinula redimita
- Coccinula quatuordecimguttata
- Coccinula quatuordecimpunctata
- Coccinula quatuordecimpustulata
- Coccinula sinensis
- Coccinula sinuatomarginata